# Stenopleustes nodifer
Stenopleustes nodifer är en kräftdjursart som först beskrevs av Georg Ossian Sars 1882.  Stenopleustes nodifer ingår i släktet Stenopleustes, och familjen Pleustidae. Arten är reproducerande i Sverige.